# Pitt Island (British Columbia)
Pitt Island ist eine Insel vor der nordwestlichen Küste der kanadischen Provinz British Columbia und gehört zum North Coast Regional District. Die Insel liegt in den östlichen Randgewässern der Hecate-Straße zwischen dem Festland sowie Banks Island im Osten und Westen sowie Porcher Island und Gil Island bzw. Campania Island im Norden und Süden. Die Insel ist die fünftgrößte kanadische Pazifikinsel, mit einer Küstenlänge von 465 km ist sie rund 90 km lang sowie zwischen 8 und 23 km breit und hat eine Gesamtfläche von 1368 km². Die Insel gehört zu den größten Inseln Kanadas (42. Platz bei mehr als 50.000 Inseln) und damit auch zu den größten der Provinz (5. Platz). Der höchste Punkt der Insel ist der Hevenor Peak mit einer Höhe von 1099 Metern.
Die Insel ist weitgehend unbewohnt, lediglich an der Westküste der Insel findet sich eine Siedlung der Lax-kw'alaams First Nation. Auf der Insel wird Forstwirtschaft betrieben sowie Magnesit und Eisenerz abgebaut.
Benannt wurde die Insel durch den britischen Kapitän George Vancouver, welcher Ende des 18. Jahrhunderts eine Entdeckungsreise in diese Region führte. Entdeckt und erkundet wurde die Insel jedoch von seinem Navigator und Segelmeister (englisch Master) Joseph Whidbey im Jahr 1792, als dieser eine Erkundungsfahrt mit Booten der HMS Discovery durchführte. Namensgeber für die Insel ist der britische Politiker und damalige Premierminister von Großbritannien William Pitt.
Auf der Insel liegt ein Teil des Union Passage Marine Provincial Park und sie wird dem Great Bear Rainforest zugerechnet.